# Vineddike
Vineddike er fremstillet af rødvin, hvidvin eller en blanding ved fermentering, hvorunder eddikesyrebakterier har omdannet alkoholen (ethanolen) i vinen til eddikesyre.
Nogle af de første vineddiker blev fremstillet ved Orléans-metoden, hvor et egefad fyldes trekvart op med vin, der bores huller i låget, og temperaturen holdes på ca. 21 °C. I overfladen dannes en såkaldt eddikemoder i form af en slimet masse, der består af eddikesyrebakterier. Den dannede eddike synker til bunds og kan aftappes, og en tilsvarende mængde ny vin hældes i.
Metoden bruges til de finere vineddiker. Men vineddike kan fremstilles lettere, hurtigere og billigere bl.a. ved, at vinen løber gennem en tønde med høvlspåner, som giver en stor overflade, dækket af bakterier.
En tredje fremstillingsmetode er at tilsætte eddikesyrebakterier direkte til vinen og boble luft gennem den. Hvis der tilsættes rigeligt luft gennem vinen med eddikesyrebakterier, er der vineddike efter 24-48 timer. Denne metode anvendes ved industriel fremstilling af vineddike. En ulempe ved at sende luftbobler gennem er, at mange aromastoffer forsvinder.
I Danmark må der ifølge loven højst være 1,5 vol. % alkohol tilbage i vineddike. Under fermenteringen af vin til vineddike bliver ca. 1,5 % alkohol til 1 % eddikesyre. Dvs. at en vin med 10 % alkohol kan blive til en vineddike med 6 % eddikesyre og 1 % alkohol.